# Waterton Park
Waterton Park est un hameau (hamlet) de District d'amélioration No 4 (Waterton), situé dans la province canadienne d'Alberta.

## Démographie
En tant que localité désignée dans le recensement de 2011, Waterton Park a une population de 88 habitants dans 31 de ses 181 logements logements, soit une variation de -45.0% par rapport à la population de 2006. Avec une superficie de 480,583 7 km2, le hameau possède une densité de population de 0,183 1 hab/km2 en 2011.
Concernant le recensement de 2006, Waterton Park abritait 160 habitants dans 54 de ses 167 logements logements. Avec une superficie de 480,583 7 km2, le hameau possédait une densité de population de 0,3 hab/km2 en 2006.